# 珠鸡斑党参
珠鸡斑党参（学名：Codonopsis meleagris）为桔梗科党参属的植物，是中国的特有植物。分布于中国大陆的云南等地，生长于海拔3,000米至4,000米的地区，常生长在山地草坡以及疏林中，目前尚未由人工引种栽培。